# Vroni Hesse
Veronika „Vroni“ Drenski (ehem. Hesse) (* 30. Juli 1987) ist eine ehemalige deutsche Fußballspielerin.

## Karriere
Hesse gehörte drei Spielzeiten lang dem Bundesligakader des FC Bayern München an und bestritt drei Punktspiele, in denen ihr ein Tor gelang. Ihr Debüt gab sie allerdings erst in ihrer zweiten Spielzeit, am 14. Mai 2006 (20. Spieltag) beim 2:2-Unentschieden im Auswärtsspiel gegen den FFC Heike Rheine mit Einwechslung für Daniela Leonbacher in der 68. Minute. Beim 6:2-Sieg am 25. Mai 2006 (21. Spieltag) erzielte sie mit dem Treffer zum Endstand in der 90. Minute – sechs Minuten nach ihrer Einwechslung für Kathleen Krüger – im Heimspiel gegen den FFC Brauweiler Pulheim ihr erstes Bundesligator. Ihr letztes Punktspiel bestritt sie in der Folgesaison, am 3. Juni 2007 (21. Spieltag) bei der 0:1-Niederlage im Auswärtsspiel gegen den 1. FFC Turbine Potsdam.
Von 2007 bis 2009 war sie für den FFC Wacker München in der 2. Bundesliga aktiv, wobei sie aufgrund einer Sprunggelenksverletzung lediglich in der Saison 2007/08 in Ligaspielen zum Einsatz kam. 2010 wechselte Hesse zum Bezirksligisten FC Ingolstadt 04. In der Saison 2010/11 stieg der  FC Ingolstadt 04 in die Landesliga auf. In 11 Punktspielen, in denen Hesse sieben Tore erzielte, trug sie am Saisonende zum Aufstieg in die viertklassige Bayernliga bei. Nach zwei Spielzeiten stieg sie abermals mit der Mannschaft auf – in die drittklassige Regionalliga Süd.
Aufgrund einer schweren Verletzung am Sprunggelenk mit bleibenden Schäden musste sie ihre aktive Karriere im Sommer 2016 endgültig beenden.
Seit Juli 2019 ist Vroni Hesse Koordinatorin und Pressesprecherin der 1. Frauenmannschaft des FC Ingolstadt 04 e.V.
Im Februar 2021 erwarb Vroni Hesse an der IST-Hochschule für Management erfolgreich das Diplom zur Fußballmanagerin. 